# 316年
| 千纪： | 1千纪                                                                                           |
| 世纪： | 3世纪 \| 4世纪 \| 5世纪                                                                         |
| 年代： | 280年代 \| 290年代 \| 300年代 \| 310年代 \| 320年代 \| 330年代 \| 340年代                       |
| 年份： | 311年 \| 312年 \| 313年 \| 314年 \| 315年 \| 316年 \| 317年 \| 318年 \| 319年 \| 320年 \| 321年 |
| 纪年： | 丙子年（鼠年）；西晋建兴四年；成汉玉衡六年；前赵建元二年，麟嘉元年                              |

## 大事记
- 中國
  - 石勒出兵进攻并州，刘琨不听箕澹劝阻全军尽出，中了埋伏大败，丢了并州，只身投奔鲜卑首领、晋朝幽州刺史段匹磾。
  - 劉曜攻陷長安，擄愍帝，西晉亡。

## 出生
- 图尔的马丁，基督教圣人。